# Luigi Calamatta
Pour les articles homonymes, voir Calamatta.
Luigi Calamatta, né le 21 juin 1801 à Civitavecchia, et mort le 8 mars 1869 à Milan, est un peintre et graveur italien. 

## Biographie
Orphelin précoce, Luigi Calamatta est élevé par un oncle, puis part pour Rome vivre dans l'hospice San Michele. Expulsé peu après, il devient pupille de collègues artistes.

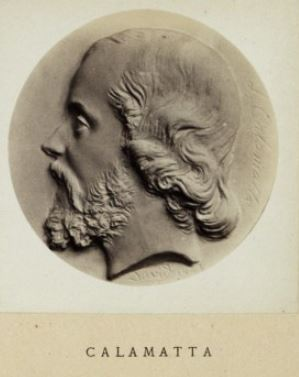
Luigi Calamatta, médaillon par David d'Angers

À Rome, il suit les cours de dessin de Francesco Giangiacomo (1783-1864), puis de gravure de Domenico Marchetti (1780-1844) et termine sa première plaque sous l'œil d'Antonio Ricciani. 
Il se rend à Paris en 1822, où il devient un disciple d'Ingres, dont il assimile le style. Il a interprété en gravure plusieurs œuvres dont son Vœu de Louis XIII et un « Autoportrait ». En 1828, Ingres a exécuté et dédicacé le portrait au crayon de Calamatta, dont une copie attribuée à Calamatta est conservée à Paris au musée de la Vie romantique.
Il présente au Salon de 1827 la gravure Bajazet et le berger d'après Pierre-Joseph Dedreux-Dorcy. Il produit le masque de Napoléon, d'après l'empreinte prise par le Dr François Antommarchi à Sainte-Hélène en 1814. 
La publication du Voeu de Louis XIII d'après Ingres, en 1837 après douze ans de travail, est son plus grand succès. La fidélité de son interprétation est saluée par la critique. Ce burin lui vaut de recevoir l'étoile de la légion d'honneur.  
Son œuvre regroupe de nombreux portraits dont ceux de Mme Dudevant (George Sand, dont le fils, Maurice, épousera sa fille Lina en mai 1862), Paganini, Martin, et Duclos. Il s'installe à Florence en 1836, puis l'année suivante, à Bruxelles où il enseigne la gravure à l'École royale de gravure de Bruxelles, jointe à l'Académie royale des beaux-arts de Bruxelles en 1848. Il demeure directeur de l'école de gravure jusqu'en 1861, lorsque l'établissement cesse d'exister.  
Il est ensuite nommé par Giuseppe Longhi à un poste similaire à l'Académie des beaux-arts de Brera à Milan, où il meurt en 1869.
Sa femme, Joséphine Raoul-Rochette (1817-1893), également artiste, a produit un excellent portrait de son propre père, l'archéologue Raoul-Rochette, ainsi que La Vierge (1842), Eudora et Cymadaceus (1844), Sainte Cécile (1846), Ève (1848), Sainte Véronique (1851).

## Œuvres
L'œuvre gravé au burin de Luigi Calamatta compte, selon Louis Alvin qui en a dressé un catalogue en 1882, 81 numéros. D'autres catalogues, comme celui de Vittorio Corbucci comptent 89 numéros. Les œuvres notables sont les suivantes :
- Monna Lisa (1837) d'après Da Vinci.
- Le vœu de Louis XIII d'après Ingres.
- Madonna di Foligno & Madonna della Sedia, La Vision d'Ézéchiel, et Paix (1855) d'après Raphael.
- Seigneur, notre marche sur la mer, d'après Cigoli
- Francesca da Rimini, d'après Scheffer.
- Duc d'Orléans, comte Molé (1865); Le Vœu de Louis XIII et Mademoiselle Boimara d'après Ingres
- Guizot, d'après Delaroche.
- Portraits de l'acteur et Miss Levera, d'après Devéria.
- Portrait de Lamennais, d'après Ary Scheffer.
- Beatrice Cenci (1857) d'après Guido Reni.
- Souvenirs de Rome, en partie gravé d'après Alfred Stevens.
- Portraits de Rubens, George Sand et Ingres.
- Portrait de la reine Isabelle II, d'après Federico de Madrazo.

En outre, on attribue à Luigi Calamatta huit ou neuf lithographies.

## Élèves
Parmi les élèves de Luigi Calamatta, figurent les artistes suivants :
- Jean Baptiste van der Sypen (1817-1881) ;
- Mariano Morelli (1819-1916) ;
- Jean Charles Bienvenu Gaspard Thevenin (1819-1869) ;
- Jean-Baptiste Meunier (1821-1900) ;
- Lucio Quirino Lelli (1821-1896) ;
- David Joseph Desvachez (1822-1902) ;
- Auguste Gilbert (1822- ?) ;
- Auguste Numans (1822-1901) ;
- Domingo Martínez (1822-1898) ;
- Joseph Franck (1825-1883) ;
- Joseph Demannez (1826-1902) ;
- Louis Falmagne (1828-1871) ;
- Auguste Danse (1829-1929) ;
- François De Meersman (1830-1893) ;
- Léopold Flameng (1831-1911) ;
- Adolphe Léonard de Mol (1834- ?) ;
- Gustave Joseph Biot (1833-1905) ;
- Joseph Delboëte (1835-1875).

## Honneur
Luigi Calamatta est  :
- Chevalier de l'ordre de Léopold (Belgique, 6 décembre 1839).